# Le Caïd de Yokohama
Pour plus de détails, voir Fiche technique et Distribution.
Le Caïd de Yokohama (日本暴力団 組長, Nihon bōryoku-dan: Kumichō) est un film japonais réalisé par Kinji Fukasaku, sorti en 1969.
Il a été projeté en France en 2001 à l'occasion de L'Étrange Festival.

## Synopsis
L'association patriotique Danno basée à Osaka cherche à s'étendre en direction du prospère port de Yokohama. Un cartel d'associations basées à Tokyo cherchant à s'opposer à Danno, une guerre se développe par l'intermédiaire d'associations interposées basées à Yokohama.
Tetsuo Tsukamoto, membre de l'association Hamanaka affiliée à Danno et en lutte avec l'association Sakurada affiliée au cartel de Tokyo, se trouve plongé dans ces remous à sa sortie de prison et cherche à concilier tant que bien mal honneur, fraternité virile, sens du devoir, réalité et sentiments, avec plus ou moins de succès.

## Fiche technique
- Titre : Le Caïd de Yokohama[2]
- Titre original : 日本暴力団 組長 (Nihon bōryoku-dan: Kumichō?)
- Titre anglais : Japan Organized Crime Boss
- Réalisation : Kinji Fukasaku
- Scénario : Fumio Konami, Kinji Fukasaku et Norio Osada
- Photographie : Hanjirō Nakazawa
- Montage : Osamu Tanaka
- Musique : Masanobu Higure
- Société de production : Tōei
- Pays d'origine :  Japon
- Langue originale : japonais
- Format : couleur - 35 mm - 2,35:1 - son mono
- Genres : Yakuza eiga et action
- Durée : 96 minutes
- Dates de sortie :
  - Japon : 8 juillet 1969[3]

## Distribution
- Kōji Tsuruta : Tetsuo Tsukamoto, un membre de l'association Hamanaka
- Tomisaburo Wakayama : Kazuyoshi Miyahara, président de l'association Hokuryu basée à Yokohama
- Ryōhei Uchida : Gorō Tsubaki, chef des opérations de l'association Danno
- Bunta Sugawara : Tsutomu Kazama, un membre de l'association Hamanaka
- Noboru Andō : M. Ooba, un manchot revanchard, ancien président d'une association basée à Wakamatsu, dissoute par monsieur Danno
- Sanae Nakahara : la sœur de Tsutomu Kazama, une chanteuse de cabaret
- Mina Isshiki : Katsuko, épouse de M. Ooba
- Asao Uchida : Yasujirō Danno, président de l'association Danno
- Takamaru Sasaki : Bokudō Kita, le politicien servant d'intermédiaire
- Seizaburō Kawazu : M. Yato, chef du cartel d'associations de Tokyo
- Ken Sawaaki : Jūhei Sakurada, président de l'association Sakurada basée à Yokohama, affiliée au cartel de Tokyo
- Rin'ichi Yamamoto : Haraguchi, membre du cartel de Tokyo
- Nobuo Yana : M. Satake, président de l'association Satake, affiliée au cartel de Tokyo
- Gen Shimizu : M. Hamanaka, président de l'association Hamanaka
- Hideo Murota : Shiga, un membre de l'association Hamanaka
- Harumi Sone : Taki, un membre de l'association Hamanaka
- Tomoo Nagai : le narrateur
- Yoshi Katō : M. Kamiyama, un ancien président d'association à la retraite
- Michitarō Mizushima